# Светиилийски възвишения
Светиилийските възвишения са възвишения в Югоизточна България, между Горнотракийската низина и Ямболското поле, в Сливенска и Ямболска област.
Възвишенията се простират от запад-северозапад на изток-югоизток на около 25 км, а ширината им е 5 – 6 км. Разположени са между Горнотракийската низина на запад и Ямболското поле на изток.
От северозапад на югоизток билото им постепенно се понижава и към долината на река Калница (десен приток на Тунджа) то потъва в Ямболското поле. Най-високата им точка връх Острата вила (до 1989 г.: Острия чатал, 415,9 м) се издига в северозападната им част на около 2,5 км югозападно от село Питово. Изградени са предимно от гранити, варовици, мергели и туфи. В района на село Бояджик малки находища на желязна руда. Климатът е преходно континентален. Отводнява се от реките Калница (десен приток на Тунджа) и Овчарица (ляв приток на Ракитница), които извират от възвишенията и малки и къси рекички и дерета леви притоци на река Блатница (ляв приток на Ракитница). Почвите са излужени канелени горски. Напълно обезлесени, заети от пасища.
По склоновете и подножията им са разположени 16 села:
- Област Сливен – 9 села: Графитово, Дядово, Еленово, Омарчево, Питово, Полско Пъдарево, Прохорово, Радево и Сокол;
- Област Ямбол – 7 села: Ботево, Бояджик, Видинци, Златари, Меден кладенец, Межда и Савино.[1]

През крайните северозападни и югоизточни части на възвишенията преминават участъци от 2 пътя от Държавната пътна мрежа:
- В най-северозападната им част, от север на юг, на протежение от 3,6 км – участък от второкласен път № 55 Дебелец – Нова Загора – Свиленград;
- В най-югоизточната им част, между селата Ботево и Меден кладенец, на протежение от 4,8 км – участък от третокласен път № 536 Ямбол – Скалица – Маца.[1]

## Топографска карта
- Лист от карта K-35-53. Мащаб: 1 : 100 000.
- Лист от карта K-35-65. Мащаб: 1 : 100 000.